# Wilhelm Peters
Wilhelm Karl Hartwich Peters (Koldenbüttel, 22 de abril de 1815-Berlín, 20 de abril de 1883) fue un naturalista y explorador alemán.

## Biografía

### Primeros años
Hijo de un pastor, comenzó en 1834 sus estudios de medicina y de historia natural en la Universidad de Copenhague. Luego se trasladó a Berlín, donde continuó el resto de su carrera. Después de conseguir su diploma en 1838, pasó dieciocho meses viajando junto con Henri Milne-Edwards por la región mediterránea. A su vuelta a Berlín, se convirtió en el ayudante del anatomista Johannes Peter Müller.

### Expediciones por África
Poco después Peters elaboró un gran proyecto de exploración de Mozambique, para el cual tuvo el apoyo de Müller y de Alexander von Humboldt. Dejó Berlín en septiembre de 1842, llegó a Angola y después a Mozambique en junio de 1843. Exploró la región durante cuatro años, visitó el interior de Mozambique, el archipiélago de Zanzíbar, el archipiélago de las Comoras y la isla de Madagascar. Viajó también a la Ciudad del Cabo, donde tuvo que convalecer de una malaria (paludismo) contraída en sus exploraciones. Volvió finalmente a Europa en agosto de 1847 vía India y Egipto. 
Trajo consigo una inmensa colección de especímenes naturales. A partir de este viaje escribió entre 1852 y 1868 Naturwissenschaftliche Reise nach Mossambique... in den Jahren 1842 bis 1848 ausgeführt en cuatro grandes volúmenes.

### Actividad científica
En 1847 Peters comenzó a trabajar en el Instituto de Anatomía de la Universidad de Berlín, donde llegó a ser profesor asistente en 1849. En 1856 se convirtió en asistente de Martin Lichtenstein, director del Museo de Historia Natural de Berlín. A la muerte de Lichtenstein, le reemplazó en la dirección del museo. Contribuyó al enriquecimiento de la colección del museo hasta convertirla en una de las más importantes del mundo; por ejemplo, la colección de reptiles y de anfibios triplicó su tamaño pasando de 3700 especímenes a 10 500, volumen comparable al de los museos de París o de Londres.
A partir de 1858, Peters enseñó zoología y tuvo una influencia considerable. Darwinista convencido, sus trabajos son la síntesis de sus investigaciones anatómicas y zoológicas. Publicó más de cuatrocientos artículos sobre grupos variados de vertebrados e invertebrados. En 1863, describió, junto con Juan Gundlach, una especie de lagarto de la familia de los Xantusiidae.

## Algunas obras
- 1838: Observationes ad anatomiam Cheloniorum, tesis, Berlín

- 1852-1868: Naturwissenschaftliche Reise nach Mossambique, auf Befehl seiner Majestät des Königs Friedrich Wilhelm IV. in den Jahren 1842 bis 1848 ausgeführt, Berlín
  - Botanik Abth. 1. 1862
  - Botanik Abth. 2. 1864
  - Zoologie 1. Mamíferos 1852
  - Zoologie 2. Aves 1883
  - Zoologie 3. Anfibios 1882
  - Zoologie 4. Peces de agua dulce 1868
  - Zoologie 5. Insecta, Myriapoda 1862

- 1854: «Diagnosen neuer Batrachier, welche zusammen mit der früher (24. Juli und 17. August) gegebenen Übersicht der Schlangen und Eidechsen mitgetheilt werden ». Ber. Bekanntmach. Geeignet. Verhandl. Königl.-Preuss. Akad. Wiss. Berlin : 614-628

- 1862: Die Heidflächen Norddeutschlands, Hannovre

- 1854: Mittheilung über die Süsswasserfische von Mossambique. Monatsb. Akad. Wiss. Berlín : 783

- 1863-1875: Handbuch der Zoologie junto con Julius Victor Carus y Carl Eduard Adolph Gerstäcker, Leipzig

- 1863: «Eine Übersicht der von Hrn. Richard Schomburgk an das zoologische Museum eingesandten Amphibien, aus Buchsfelde bei Adelaide in Südaustralien». Monatsberichte der Königlich Preussischen Akademie der Wissenschaften zu Berlin, Avril: 228-236

- 1869: «Eine Mittheilung über neue Gattungen und Arten von Eidechsen». Monatsberichte der Königlich Preussischen Akademie der Wissenschaften zu Berlin: 57-66

- 1870: «Beitrag zur Kenntnis der herpetologische Fauna von Südafrika». Monatsberichte der Königlich Preussischen Akademie der Wissenschaften zu Berlin: 110-115

- 1870: «Eine Mitteilung über neue Amphibien (Hemidactylus, Urosaura, Tropidolepisma, Geophis, Uriechis, Scaphiophis, Hoplocephlaus, Rana, Entomogossus, Cystignathus, Hylodes, Arthroleptis, Phyllobates, Cophomantis) des Königlich-zoologischen Museums». Monatsberichte der Königlich Preussischen Akademie der Wissenschaften zu Berlin: 641-652

- 1872: «Über eine neue Gattung von Fischen aus der Familie der Cataphracti Cuv., Scombrocottus salmoneus, von der Vancouvers». Insel. Monatsb. Akad. Wiss. Berlin 1872 : 568–570

- 1880: «Über die von Hrn. J. M. Hildebrandt auf Nossi-Bé und Madagascar gasammelten Säugethiere und Amphibien». Monatsberichte der Königlich Preussischen Akademie der Wissenschaften zu Berlin : 508-511

- 1883: «Neue Geckonen, darunter drei Arten von Scalabotes, aus der Sammlung des in Madagascar verstorbenen Reisenden J. M. Hildebrandt». Sitzungsber. Ges. naturf. Freunde Berlin 1883 (2): 27-29

- La abreviatura «Peters» se emplea para indicar a Wilhelm Peters como autoridad en la descripción y clasificación científica de los vegetales.[1]

## Abreviatura (zoología)
La abreviatura Peters  se emplea para indicar a Wilhelm Peters como autoridad en la descripción y taxonomía en zoología.